# Katherina Matousek
Katherina Matousek (Praga, 20 aprile 1964) è un'ex pattinatrice artistica su ghiaccio canadese, specializzato nel pattinaggio artistico su ghiaccio a coppie.

## Palmarès

### Con Lloyd Eisler
| Internazionali                       | Internazionali | Internazionali | Internazionali |
| Evento                               | 1982–83        | 1983–84        | 1984–85        |
| ------------------------------------ | -------------- | -------------- | -------------- |
| Giochi olimpici invernali            |                | 8°             |                |
| Campionati mondiali                  | 10°            | 5°             | 3°             |
| NHK Trophy                           |                |                | 4°             |
| Skate America                        | 6°             | 5°             |                |
| Skate Canada                         |                |                | 3°             |
| Grand Prix International St. Gervais | 2°             |                |                |
| Nebelhorn Trophy                     | 2°             |                |                |
| Nazionali                            |                |                |                |
| Campionati canadesi                  | 3°             | 1°             |                |

### Con Eric Thomsen
| Internazionali      | Internazionali | Internazionali | Internazionali |
| Evento              | 1979–80        | 1980–81        | 1981–82        |
| ------------------- | -------------- | -------------- | -------------- |
| NHK Trophy          |                |                | 5°             |
| Skate America       |                |                | 6°             |
| Ennia Challenge Cup | 6°             |                |                |